# Florence (Computerspiel)
Florence ist ein handlungsbasiertes Computerspiel, welches vom australischen Spieleentwickler Mountains entwickelt und von Annapurna Interactive vertrieben wurde. Das Spiel erschien am 14. Februar 2018 (Valentinstag) zunächst für iOS, am 14. März 2018 für Android, und am 13. Februar 2020 für Microsoft Windows, macOS und die Nintendo Switch.
Florence erzählt in kurzen Kapiteln die Geschichte der 25-jährigen Florence Yeoh und ihrer romantischen Beziehung zum Cellisten Krish. Dabei verwendet das Spiel nur sehr wenig Text und Dialoge, die Handlung wird vielmehr über kleine Puzzles vorangetrieben. Das Spiel erhielt positive Kritiken, insbesondere für den Grafikstil, die Musik sowie die Erzählstruktur.

## Spielprinzip
Florence ist in sechs Akte mit insgesamt 20 Kapiteln unterteilt. Dabei zeigt jedes Kapitel jeweils einen anderen Teil von Florence Yeohs Leben und der Entwicklung ihrer Beziehung zu Krish. Das Spiel verläuft linear und in Form von kurzen Minispielen, durch die der Spieler die Gedanken und Handlungen von Florence enthüllen und verstehen soll. Ein einzelnes Durchspielen von Florence dauert ungefähr 30 Minuten.

## Handlung
Das Spiel handelt von der 25-jährigen Florence Yeoh, die alleinstehend ist und deren Leben von einem eintönigen Alltag, bestehend aus gedankenloser Interaktion mit Social Media, einem unbefriedigenden Bürojob und Feierabenden allein vor dem Fernseher, dominiert wird. Als sie eines Tages beim Gang durch die Stadt Cello-Musik vernimmt, sieht sie den Straßenmusiker Krish. Die beiden lernen sich kennen und gehen, nach einigen Verabredungen, eine Liebesbeziehung miteinander ein. Krish zieht bei Florence ein, das gemeinsame Leben verläuft harmonisch. Florence motiviert Krish, seine von ihm zuvor beschriebenen Ambitionen einer großen Karriere als Musiker ernsthaft zu verfolgen. Zum Dank dafür, schenkt Krish ihr ein Malset, woraufhin Florence davon träumt, ihrer Leidenschaft als Künstlerin zu folgen.
Ein Jahr später ist Eintönigkeit in die Beziehung eingezogen und das Paar beginnt, sich auseinanderzuleben. Während Krish beim Musizieren kaum noch Freude empfindet, verbleibt das Malset von Florence ungenutzt auf ihrem Schreibtisch. Nach einem Streit beenden die beiden ihre Beziehung und Krish zieht aus. Nachdem Florence das Ende der Beziehung überwunden hat, beginnt sie nun doch mit der Malerei. Sie ist damit erfolgreich und kann ihre Werke nach einiger Zeit gewinnbringend verkaufen, so dass sie ihren Bürojob kündigt. Das Spiel endet mit Florence erster Kunstausstellung.

## Rezeption

### Kritiken
Von Kritikern wurde das Spiel größtenteils wohlwollend aufgenommen. So hält die iOS-Version bei Metacritic eine Bewertung von 82 Punkten (basierend auf 20 Kritiken), die Nintendo-Switch-Version eine Bewertung von 90 Punkten (basierend auf fünf Kritiken). Matthias Schmid von 4Players lobt dabei insbesondere die „sehr schöne Comic-Optik“, den „verträumten Soundtrack“ und die „sehr menschliche Geschichte“, kritisiert zugleich aber auch die „sehr sehr kurze“ Spieldauer und das „etwas schwache Ende“. Auch CJ Andriessen von Destructoid kritisiert das Ende, bei welchem zuletzt das „narzisstisches Streben nach der eigenen Leidenschaft“ gewinnt.

„Sehr gerne hätte ich mehr Zeit mit Florence verbracht oder ein alternatives Ende, basierend auf meinen Entscheidungen, erlebt. Trotzdem werde ich dieses kurze, kleine, leise und dabei doch so sympathische Spiel so schnell nicht vergessen. Nicht nur, weil es sich so elegant anfühlt und hübsch aussieht, sondern vor allem, weil es zutiefst normal und menschlich ist. Und das ist in der von Ballermännern, Monstern, zufallsgenerierten Dungeons oder PS-Boliden dominierten Spielelandschaft noch immer etwas Besonderes.“

„Wenn Leute mich fragen, warum ich so fasziniert von Spielen bin, dann ist eines der Beispiele, das ich sehr gerne nutze, das wundervolle Adventure Florence. Die Liebesgeschichte rund um Florence und Krish wird mit allen Mitteln, die den Entwicklern im Bereich der Videospiele zur Verfügung stehen, herzzerrreißend schön präsentiert. Game-Design-Entscheidungen sind auf der einen Seite so simpel, dass sie für jeden Menschen zugänglich sind, auf der anderen Seite aber so durchdacht, dass selbst Spiele-Veteranen staunen. Die Musik unterstreicht jede Szene wundervoll emotional, nimmt aber zusätzlich eine große Rolle im Storytelling ein. Manche Momente sind so schön, dass man sich nicht daran satt sehen kann.“

### Verkaufszahlen

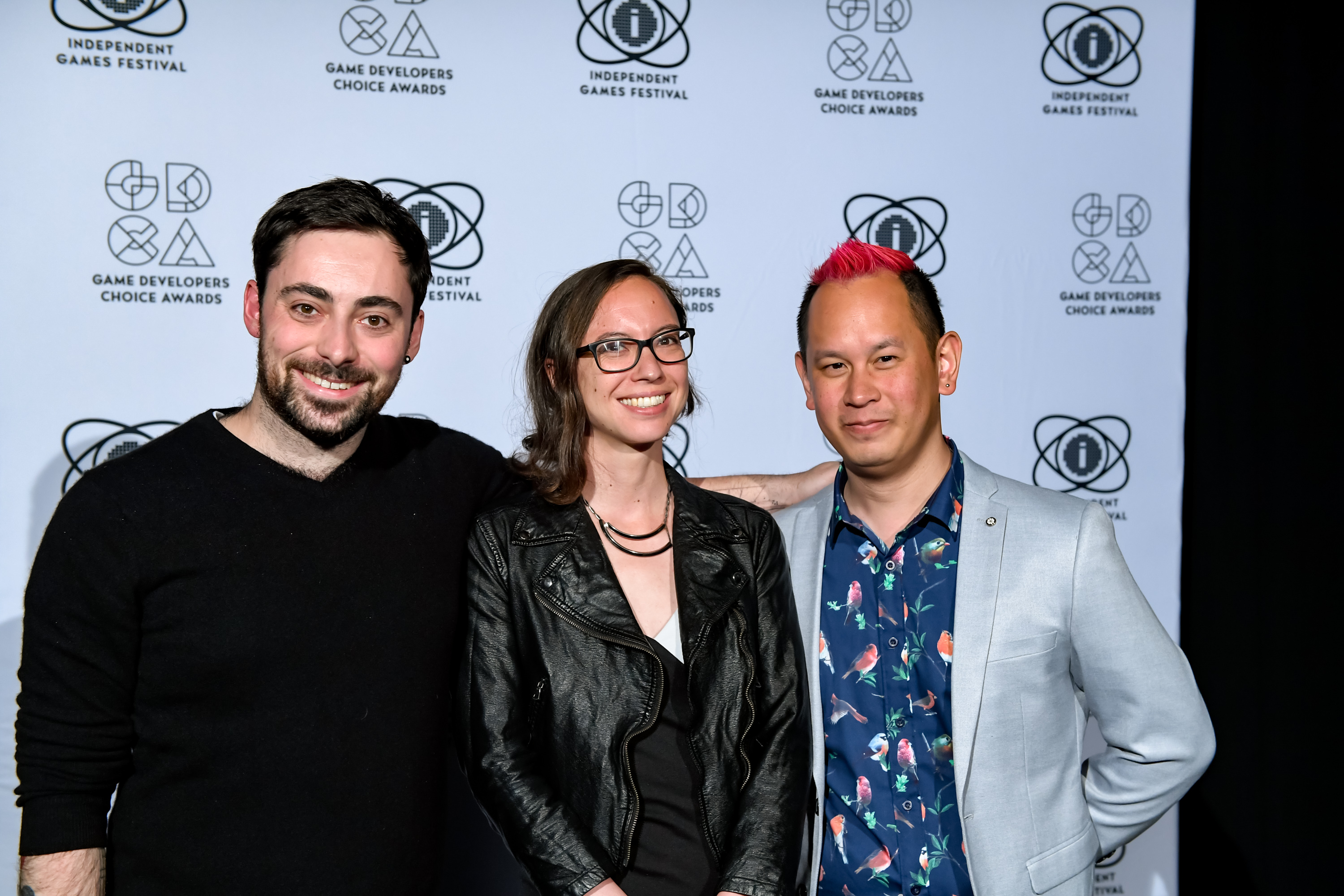
Florence-Komponist Kevin Penkin (links), Produzentin Kamina Vincent und Creative Director Ken Wong bei den Game Developers Choice Awards 2019

Ken Wong, leitender Entwickler von Florence, berichtete auf der Game Developers Conference 2019, dass 88 % der Verkäufe auf iOS getätigt wurden, wobei 41 % dieser iOS-Verkäufe aus China stammten. Wong bezeichnete die Verkaufszahlen des Spiels als „okay“ und verwies auf den schwierigen Markt für mobile Premium-Spiele. Bei einer Podiumsdiskussion erwähnte Wong, dass die Hälfte der Erlöse für Florence aus China stamme und dass mehr Menschen das Spiel auf Mandarin als auf Englisch gespielt hätten.

### Auszeichnungen
Florence erhielt mehrere namhafte Auszeichnungen:
- The Game Awards 2018: Bestes mobiles Spiel
- New York Game Awards 2019: A-Train Award für das beste Handyspiel
- DICE Awards 2019: Spiel des Jahres / Mobile
- Game Developers Choice Awards 2019: Bestes Debüt-Spiel, Bestes Handheld-Spiel
- British Academy Video Game Awards 2019: Mobiles Spiel
- Italian Video Game Awards 2019: Bestes mobiles Spiel
- Webby Awards 2019: Bestes Gamedesign